# Antoine Demay
Antoine Mathieu Demay (Parigi, 22 dicembre 1822 – Parigi, 15 ottobre 1884) è stato un operaio francese.
Fece parte del Consiglio della Comune di Parigi.

## Biografia
Operaio iscritto alla Prima Internazionale, fu attivo nei club rivoluzionari di Parigi e fu delegato del III arrondissement al Comitato centrale dei venti arrondissement municipali, firmando nel gennaio del 1871 l'Affiche rouge, il manifesto con il quale si chiedevano le dimissioni del governo e la costituzione della Comune.
Il 26 marzo fu eletto al Consiglio della Comune e fece parte della Commissione istruzione. Votò per la costituzione del Comitato di Salute pubblica. Dopo la Settimana di sangue fuggì all'estero, mentre la corte marziale di Versailles lo condannava a morte in contumacia. Tornò in Francia con l'amnistia del 1880.